# 沈影
沈影（しん えい、シム・ヨン、朝鮮語：심영、 1910年9月3日~1971年7月24日）は、日本統治時代の朝鮮と米軍政韓国、朝鮮民主主義人民共和国の映画俳優と演劇俳優、タレント、社会主義活動家である。本貫は青松。本名は沈載卨（しん さいせつ、シム・ジェソル、심재설）、日本姓名は青木沈影（朝鮮語：청목심영、あおきじんえい）である。

## 生涯
1910年9月3日、江原道鉄原郡郡庁官僚の息子で出生と後で京城府に移住しており、大邸宅で成長した。一説には彼は1909年生まれ説、1908年生まれ説がある。彼の曽祖父沈敬澤と祖父沈相學は、科擧試験に合格し、曽祖父沈敬澤は刑曹判書と漢城府判尹を務め、祖父沈相學は吏曹参議と礼曹参判を歴任した。しかし、彼の父親沈琬燮は祖父沈相學の妾が生んだ庶子であり、生涯の初期に肉体労働人夫の事役をした。彼が生まれたとき、父沈琬燮は江原道鉄原郡守を務めた。彼は議政府公立普通学校を卒業し京城第二高等普通学校（現・京福高校）に入学した。
京城第二高等普通学校在学中彼は舞踊に興味をもっているが、学校の許可なしに演劇活動と社会活動をしたという理由で退学処分を受けた土月會の研究生として入団し演劇界に入門した。そして、「春香伝」ではは黄徹が李夢龍役を。沈影が防磁役を引き受けた「愛のだまさお金に泣いて（朝鮮語:사랑에 속고 돈에 울고）」では沈影が主人公"紅島"の夫役を、黄徹が紅島の兄役を演じる。 1939年劇団"高協"の代表として活動した。
1945年日本敗戰後、彼は在朝鮮米軍政時期に革命劇場を創立し、主に左翼団体である演劇同盟で活動した。1946年左派性向脚本家朴英鎬の「様」の公演を終えて婦人科親戚と一緒に帰宅していたの京城府広橋で金斗漢から銃撃を受けて下腹部重傷を負った。ソウル大学病院に入院したが白病院に運ばれた。1947年大邱地域の巡回公演中にも金斗漢の一派と韓国極右民族主義者の襲撃、銃撃などを受けた。
1947年12月から1948年4月頃の間に密かに南朝鮮から北朝鮮に密かに越北した。
1951年、映画人同盟委員長。1952年、朝鮮演劇人同盟中央委員と朝鮮民主主義人民共和国国立平陽演劇劇場俳優、1959年朝鮮演劇人同盟副委員長、1961年、朝鮮映画同盟委員長兼朝鮮文化芸術総同盟副委員長を務め、同年に、朝鮮民主主義人民共和国映画代表団団長として彼はソ連を訪問した。以降、朝鮮芸術映画撮影所煙課長と平壌演劇映画大学講座章を務め、1957年12月、手柄俳優称号、1964年、彼は人民俳優称号を受けた。
1971年、未知の理由により粛清された。死亡年代は不明で1971年死亡説と1973年死亡説がある。

## 登場作品
- 野人時代（2003年、SBS） - 演：キム・ヨンイン（朝鮮語版）